# Otton II de Souabe
Otton II (mort en 1047) était comte palatin de Lorraine (1034-1045), puis duc de Souabe (1045-1047) et durant ses deux règnes, également comte de Deutz et de l'Auelgau (de) (1025-1047). Fils d'Ezzo de Lotharingie et Mathilde, fille de l'Empereur Otton II du Saint-Empire, et membre de la dynastie des Ezzonides, il était également protecteur de l'abbaye de Brauweiler.
En 1034, le comte palatin Ezzo de Lotharingie mourut. Puisque le frère aîné d'Otton, Ludolphe, était mort en 1031, il succéda à son père. 
Entre 1044-1045, Otton joue un rôle important dans la suppression de la rébellion du duc Godefroid II de Basse-Lotharingie et obtient un mandat militaire dans la marche d'Ename. Le 7 avril 1045, à Goslar, Henri III donne la marche d'Ename en fief à un fils de Baudouin V de Flandre. En même temps, le duché de Souabe est offert à Otton. En échange, ce dernier dut rendre le palatinat Lotharingien, qui fut offert à son cousin Henri Ier de Lotharingie, ainsi que ses territoires de Kaiserswerth et Duisbourg appartenant à la couronne.
En 1047, Otton mourut soudainement dans son château, le Tombourg (en), sur le point de partir pour une campagne impériale contre une invasion de Baudouin V de Flandre. Il fut enterré dans l'abbaye de Brauweiler. En 1048, l'Empereur choisit Otton III de Schweinfurt pour lui succéder en tant que duc de Souabe.

## Littérature
- Van Droogenbroeck, F. J., "De markenruil Ename – Valenciennes en de investituur van de graaf van Vlaanderen in de mark Ename", Handelingen van de Geschied- en Oudheidkundige Kring van Oudenaarde 55 (2018) 47-127.